# 克莱伯定律
克莱伯定律（Kleiber's law）根据观测数据提出，对于很多动物，其基础代谢率水平与体重的¾次幂成正比，该定律得名于1930年代早期马克斯·克莱伯的生物学著作。若用符号表示，设q0为该动物的代谢率，M是其重量，则q0 ~ M¾。因此一只猫的重量是一只老鼠的100倍，它的代谢量比老鼠约大31倍。而在植物中，指数则接近于1。

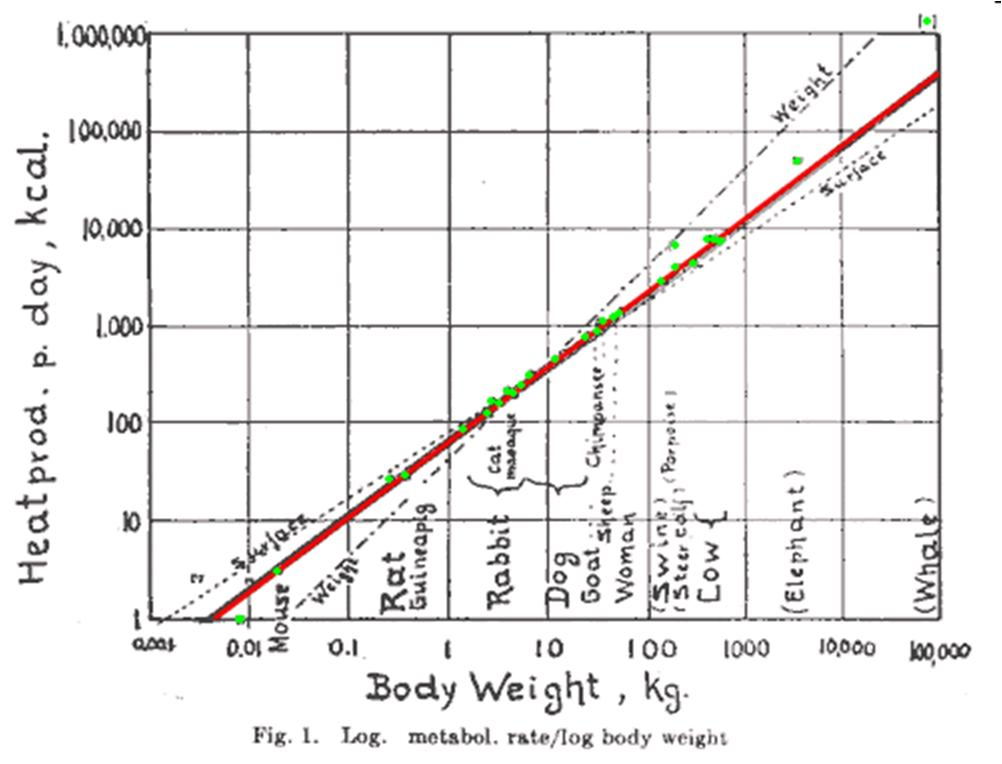
Figure 1. Body size versus metabolic rate for a variety of species. Originally published in Kleiber (1947).

## 定律背后的原因
根据一些学者的研究，克莱伯定律像许多其他的异速生长定律一样，是动物循环系统物理学和几何学特性的结果。同一物种中，年轻的个体比老的个体每份重量所占的呼吸更多，因为它们体重中中组织结构的比例更大，而储能的比例较小。结构质量需要耗费养护能量，而储能的质量则不需要。
具体来说，West， Enquist和Brown提出三点假设（1）代谢率B正比于循环系统中的营养流量（即体液总流量）Q，即{\displaystyle B\propto Q}（2）体液（例如血液）总体积V正比于体重M，即{\displaystyle V\propto M}。这个假设的成立意味着循环系统中的能量耗散降至最低（3）循环系统由微管组成（例如毛细血管、肺泡）。循环系统中的微管尽管千差万别，但总的来说，都具有层级结构，有自相似性。因为通过一个微管的体液流量正比于微管体积，所以微管总数N正比于体液总流量，即
{\displaystyle Q\propto N}
另一方面，体液具有不可压缩性。而循环系统具有自相似性（假设3）。如果我们将循环系统描述为由大大小小的圆柱连接成的系统，那么以上两点就要求圆柱总数（即微管总数）{{Mvar|N}和体液总体积V满足
{\displaystyle N^{4}\propto V^{3}}
再结合假设1、2，可得
{\displaystyle B\propto M^{\frac {3}{4}}}